# 岑海里
岑海里是中華民國嘉義縣布袋鎮的一個里，東臨興中里，西接岱江里，南界九龍里，北臨台灣海峽，面積6.6124平方公里，里內住戶747戶，人口2490人。